# Ron Fellows
Pour les articles homonymes, voir Fellows.
Ron Fellows, né le 28 septembre 1959 à Windsor, Ontario, est un pilote automobile canadien. 

## Carrière
En 2002, il participe au championnat American Le Mans Series sur Chevrolet Corvette C5-R (victoire à Sears Point et à Washington notamment).

## Palmarès
- Vainqueur des 24 Heures de Daytona en 2001
- Vainqueur des 24 heures du Mans dans la catégorie GTS en 2001 et 2002
- Vainqueur des 12 heures de Sebring dans la catégorie GTS en 2002, 2003 et 2004
- Champion en American Le Mans Series dans la catégorie GTS en 2002, 2003 et 2004

## Autres
- Ron Fellows pilote régulièrement en NASCAR depuis plusieurs années, il a remporté 2 victoires en Craftsman Truck Series et 3 victoires en Busch Series.